# Widow's walk

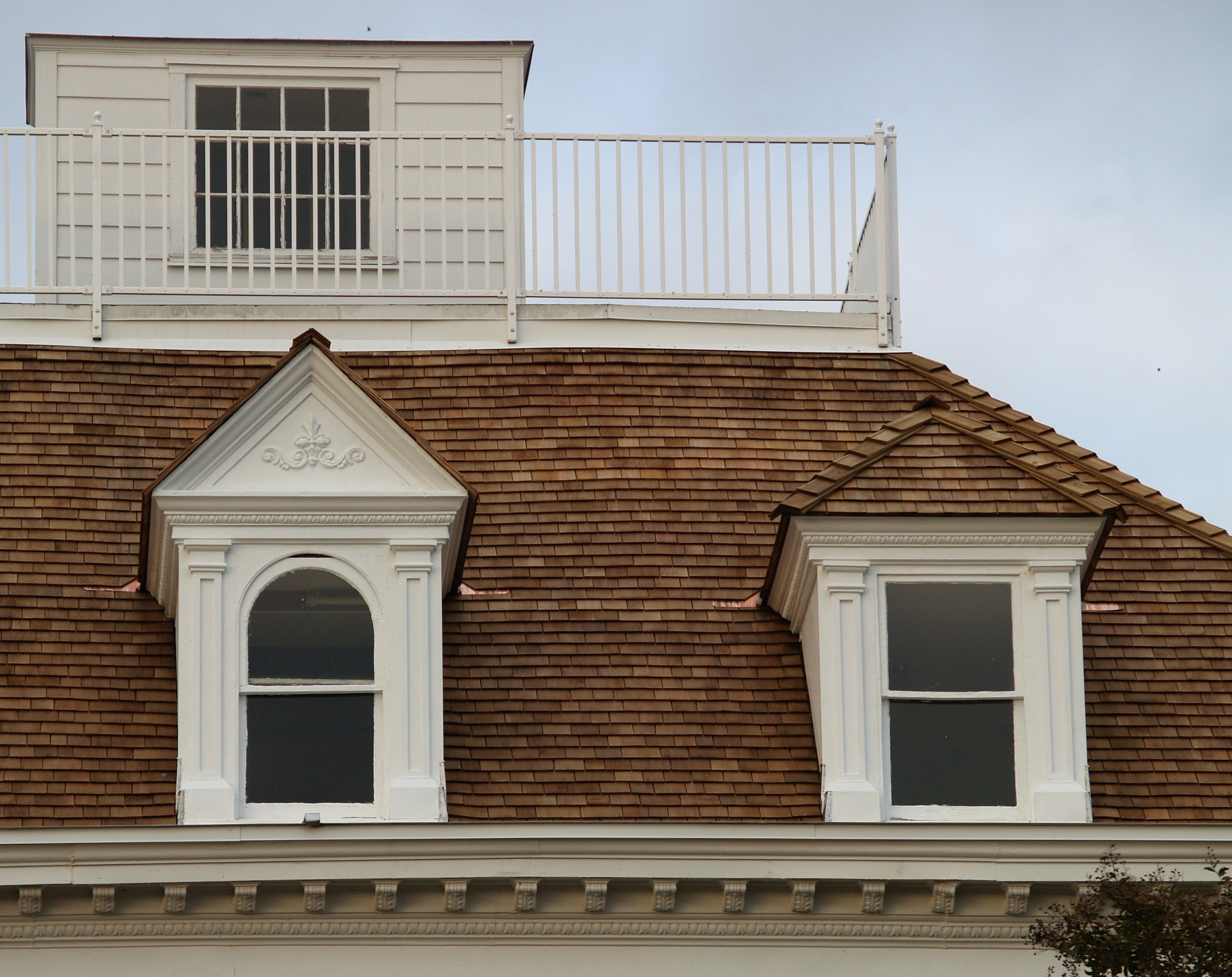
Een widow's walk in Gaithersburg.

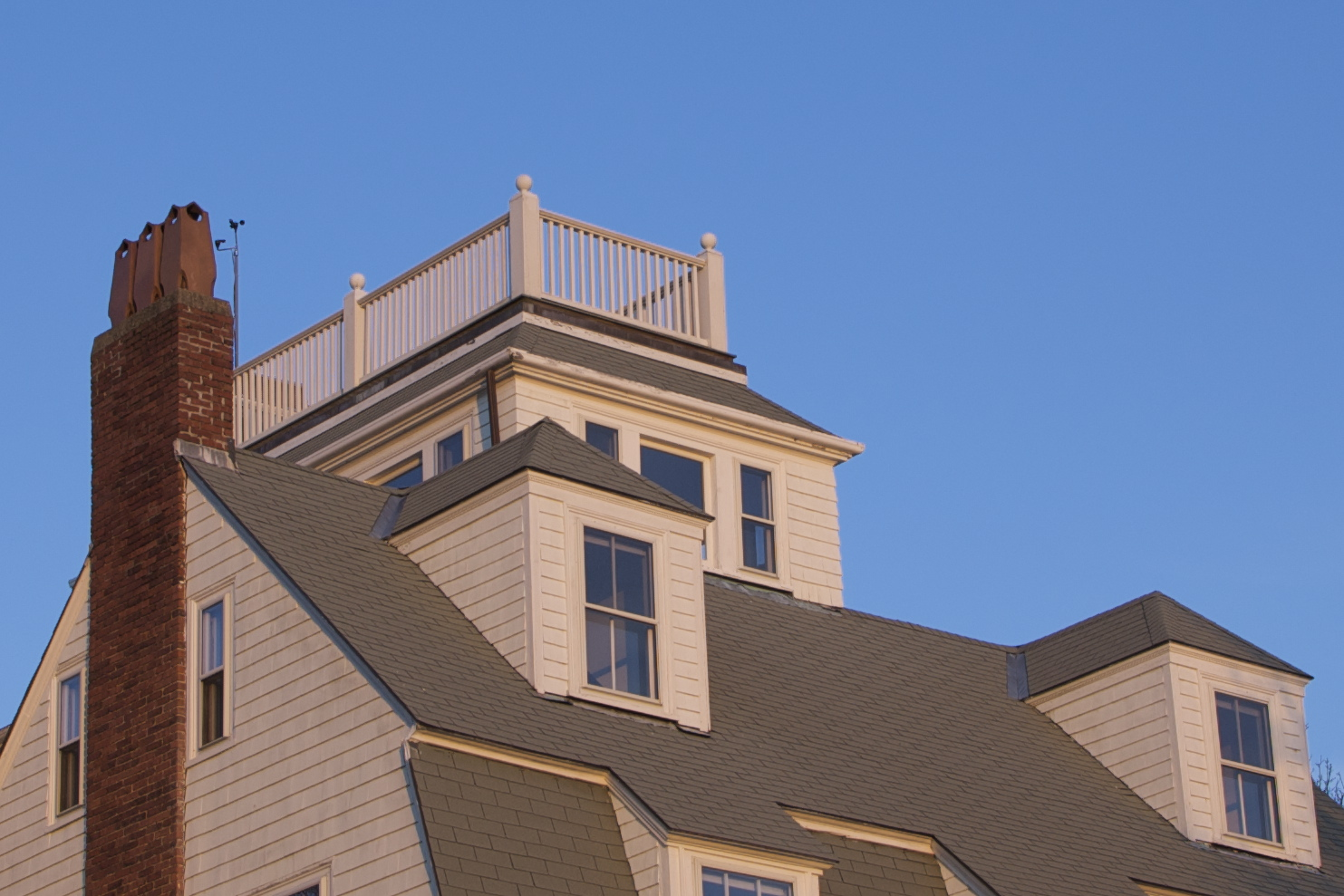
Een widow's walk op het dak van een huis uitkijkende over de haven in Massachusetts.

Een widow's walk is een platform op een gedeelte van het dak dat omzoomd is met een hekje, met daarbinnen vaak een kleine ingesloten koepel. Dit dakelement wordt vaak aangetroffen op 19e-eeuwse Noord-Amerikaanse huizen. 
Een populaire romantische mythe vertelt dat dit platform gebruikt werd om schepen te observeren op zee. De naam zou verwijzen naar de vrouwen van de zeelieden die zouden uitkijken naar de terugkeer van hun echtgenoten, hetgeen vaak tevergeefs was als de oceaan het leven van de zeelieden nam, waardoor de vrouwen achterbleven als weduwen.
Voor deze mythe is echter nauwelijks tot geen bewijs en het is daarmee erg onwaarschijnlijk dat de widow's walk regelmatig voor dit doel bestemd is geweest. Een widow's walk is in werkelijkheid een standaard decoratief element uit de Italiaanse architectuur, dat erg populair was tijdens het tijdperk van de zeilvaart van de 16e tot midden 19e eeuw in veel Noord-Amerikaanse kuststeden. De widow's walk is een variatie op de Italiaanse cupola. De Italiaanse cupola, ook wel bekend als een Belvedere, was een belangrijke onderdeel in de sierlijke afwerking in deze stijl, maar er kwam tegelijkertijd echter veel onderhoud bij kijken en er was een grote kans op lekkage.
Buiten de sierlijke toepassing als bekroning van huizen zijn widow's walks ook gebouwd rond de schoorsteen van een woning, met als doel om op eenvoudige wijze bij de schoorsteen te kunnen komen. Dit stelt de bewoners van een huis in staat om zand in een brandende schoorsteen te gieten om in geval van een schoorsteenbrand hopelijk te voorkomen dat het huis afbrandt.

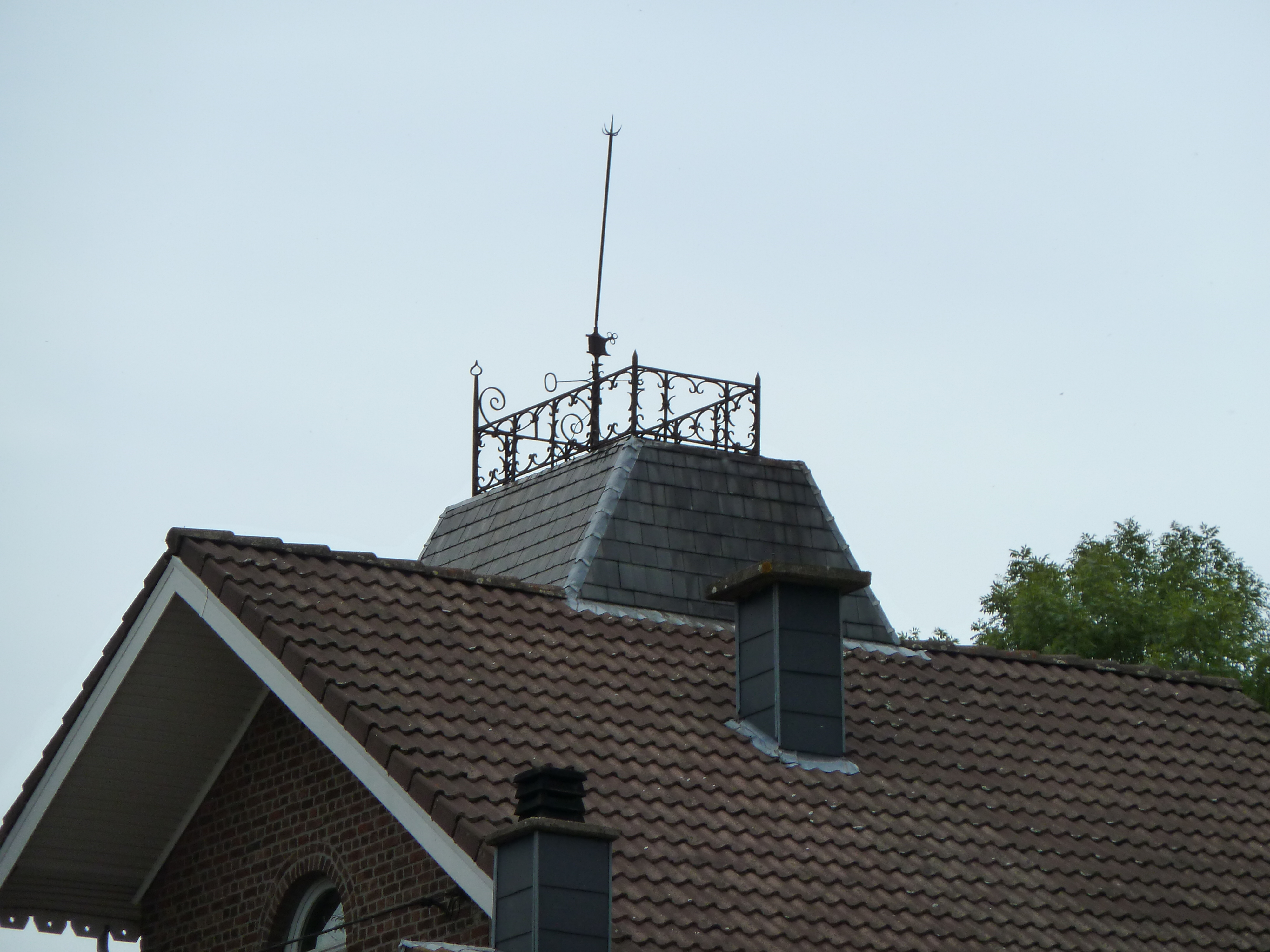
Een widow's walk in 's-Gravenvoeren
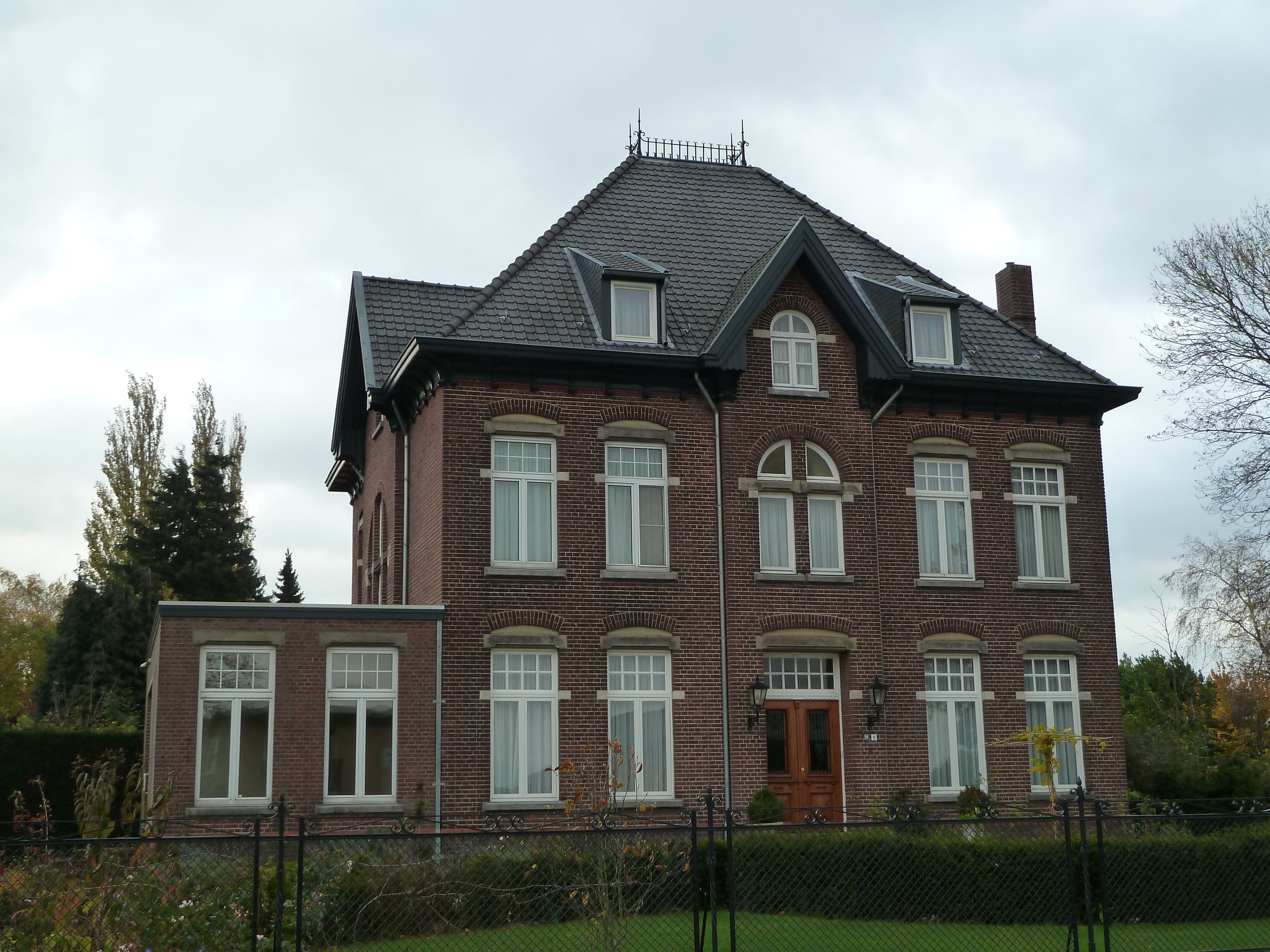
Een in Schimmert